# Lago Lützelsee
O Lago Lützelsee é um lago localizado ao norte de Hombrechtikon, Cantão de Zurique, Suíça. A sua superfície é de 0,13 km².